# Kesslergrube

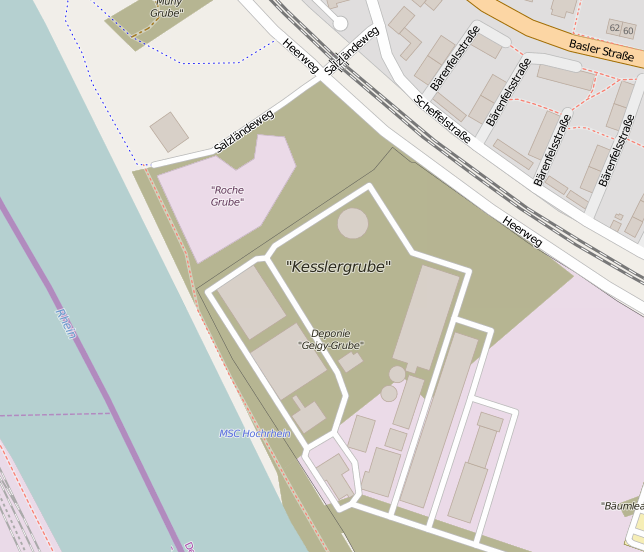
Kesslergrube bei OpenStreetMap

Kesslergrube ist der Name einer großen Mischdeponie und Altlast im Ortsteil Grenzach der Gemeinde Grenzach-Wyhlen in Baden-Württemberg, die in den Jahren zwischen 1913 und 1969 zum Betrieb mehrerer Kiesgruben angelegt wurde.
Seit den 1950er Jahren bis 1976 erfolgte die Wiederauffüllung mit Erdaushub, Bauschutt, Haus- und Gewerbemüll sowie mehr als 15.000 Tonnen toxischer Abfälle aus Chemie- und Pharmaindustrie, was eine ökologische Bedrohung für die Umgebung darstellt.

## Entwicklung
Verfüllt wurden die Gruben durch ortsansässige Industriebetriebe, Müllfuhrunternehmen und die Gemeinde. Da die einzelnen Gruben nah beieinander liegen, werden alle unter dem Sammelbegriff Kesslergrube zusammengefasst.
Die Grube erstreckt sich auf eine Fläche von ca. 52.000 Quadratmetern und weist ein Ablagerungsvolumen von ca. 310.000 Kubikmetern aus. Etwa drei Viertel der Fläche sind unbebautes Brachland, ein Viertel ist mit Industriegebäuden und einer Kläranlage überbaut. Die Kesslergrube befindet sich direkt am Rheinufer im westlichen Bereich des Betriebsareals der Firma BASF Grenzach GmbH (rund 2/3 der Fläche) und einem daran angrenzenden Areal der Firma Hoffmann-La Roche Deutschland Holding GmbH (rund 1/3 der Fläche) und ist nur wenige hundert Meter vom Ortskern entfernt. Seit 1991 wird die Grube durch Ingenieurbüros untersucht und erkundet. Die Gutachten ergaben, dass das Grundwasser unterhalb der Grube durch giftige Stoffe wie Chlorbenzole, Aromatische Amine und Ammonium belastet ist, die jedoch nicht in Trinkwasserbrunnen eindringen. Die neueren Expertengutachten dazu sind teilweise auf der Homepage des Landratsamts Lörrach online gestellt, ältere Gutachten können vor Ort eingesehen werden.

## Sanierung
Um langfristige Umweltgefährdungen auszuschließen, hatte das zuständige Landratsamt Lörrach auf Basis der Beurteilung der Altlastenbewertungskommission des Landes Baden-Württemberg im Juli 2011 festgelegt, dass die Grube sanierungsbedürftig sei. In der Folge ließen die beiden Firmen Roche und BASF Sanierungskonzepte erstellen, die im Frühjahr 2014 vom Landratsamt Lörrach unter Auflagen genehmigt und seither umgesetzt wurden; bis 2021 sollten die Sanierungen von Roche (Perimeter 1) abgeschlossen sein.
Gegen das Einkapselungskonzept des Abschnitts der BASF (Perimeter 2)  hatten die Gemeinden Grenzach-Wyhlen (D), Riehen und Muttenz (CH), der Bund für Umwelt und Naturschutz Deutschland (BUND) und die Baugenossenschaft Grenzach im Oktober 2017 Klage erhoben.  Diese wurden vom Verwaltungsgericht Freiburg zurückgewiesen.  Die Klage des  BUND wurde in die nächsten Instanzen weitergeführt und lag seit Ende 2021 beim deutschen Bundesverwaltungsgericht.
Ziel einer Sanierungsmaßnahme sollte sein, so eine Verwaltungsvorschrift des Landes Baden-Württemberg, einen Zustand zu schaffen, bei dem in den (ehemals) kontaminierten Umweltmedien Schadstoffkonzentrationen nur noch in dem Umfang zu messen sind, wie sie den natürlichen oder anthropogenen Hintergrundwerten entsprechen oder diesen nahekommen. Weiter heißt es in der Verwaltungsvorschrift, dass es in einer Vielzahl von Fällen nicht sinnvoll sei, dieses Ziel zu verfolgen, und zwar dann, wenn es nur mit einem wirtschaftlich oder rechtlich unverhältnismäßigen Aufwand zu erreichen ist und/oder dabei wegen der negativen Sekundärfolgen der Sanierung eine ungünstige Umweltbilanz entstehen würde. Daher sei bei der Festlegung von Sanierungszielen eine Abwägung aller Umstände des jeweiligen Einzelfalles notwendig.
Im Juni 2023 hat das deutsche Bundesverwaltungsgericht entschieden, dass der BUND nach der Ablehnung seines Widerspruchs durch den Verwaltungsgerichtshof Mannheim aus formellen Gründen doch gegen die Genehmigung des Sanierungsplans der BASF klagen darf; daraufhin stoppte die BASF ihre entsprechenden Maßnahmen bis auf Weiteres.

## Trinkwasserbelastung
Gegenwärtig liegt keine Trinkwasserbelastung durch die Kesslergrube vor, da es sich bei Trinkwasser gewöhnlich um ein gereinigtes Endprodukt handelt und sich die aktuellen Trinkwasserbrunnen nicht im näheren Einzugsbereich der Kesslergrube befinden. Mehrere Gutachten und Veröffentlichungen belegen die komplexen und kommunizierenden hydrogeologischen Gegebenheiten in der Agglomeration Basel.